# Fontaine-Guérin
Fontaine-Guérin és un municipi francès situat al departament de Maine i Loira i a la regió de País del Loira. L'any 2007 tenia 891 habitants.

## Demografia

### Població
El 2007 la població de fet de Fontaine-Guérin era de 891 persones. Hi havia 340 famílies de les quals 73 eren unipersonals (47 homes vivint sols i 26 dones vivint soles), 112 parelles sense fills, 142 parelles amb fills i 13 famílies monoparentals amb fills.
La població ha evolucionat segons el següent gràfic:
Habitants censats

### Habitatges
El 2007 hi havia 393 habitatges, 338 eren l'habitatge principal de la família, 31 eren segones residències i 25 estaven desocupats. 375 eren cases i 18 eren apartaments. Dels 338 habitatges principals, 236 estaven ocupats pels seus propietaris, 97 estaven llogats i ocupats pels llogaters i 5 estaven cedits a títol gratuït; 1 tenia una cambra, 16 en tenien dues, 57 en tenien tres, 93 en tenien quatre i 171 en tenien cinc o més. 280 habitatges disposaven pel capbaix d'una plaça de pàrquing. A 158 habitatges hi havia un automòbil i a 156 n'hi havia dos o més.

### Piràmide de població
La piràmide de població per edats i sexe el 2009 era:
| Homes | Edats   | Dones |
| ----- | ------- | ----- |
| 0     | 95 o +  | 0     |
| 0     | 90 a 94 | 4     |
| 4     | 85 a 89 | 8     |
| 0     | 80 a 84 | 4     |
| 12    | 75 a 79 | 12    |
| 20    | 70 a 74 | 16    |
| 8     | 65 a 69 | 28    |
| 20    | 60 a 64 | 16    |
| 12    | 55 a 59 | 16    |
| 8     | 50 a 54 | 16    |
| 28    | 45 a 49 | 12    |
| 24    | 40 a 44 | 28    |
| 32    | 35 a 39 | 28    |
| 28    | 30 a 34 | 40    |
| 28    | 25 a 29 | 16    |
| 20    | 20 a 24 | 20    |
| 28    | 15 a 19 | 0     |
| 44    | 10 a 14 | 24    |
| 32    | 5 a 9   | 16    |
| 24    | 0 a 4   | 24    |

## Economia
El 2007 la població en edat de treballar era de 568 persones, 444 eren actives i 124 eren inactives. De les 444 persones actives 395 estaven ocupades (214 homes i 181 dones) i 48 estaven aturades (19 homes i 29 dones). De les 124 persones inactives 40 estaven jubilades, 45 estaven estudiant i 39 estaven classificades com a «altres inactius».

### Ingressos
El 2009 a Fontaine-Guérin hi havia 352 unitats fiscals que integraven 923,5 persones, la mediana anual d'ingressos fiscals per persona era de 16.867 €.

### Activitats econòmiques
Dels 22 establiments que hi havia el 2007, 1 era d'una empresa extractiva, 6 d'empreses de construcció, 5 d'empreses de comerç i reparació d'automòbils, 2 d'empreses de transport, 2 d'empreses d'hostatgeria i restauració, 1 d'una empresa immobiliària, 2 d'empreses de serveis i 3 d'empreses classificades com a «altres activitats de serveis».
Dels 14 establiments de servei als particulars que hi havia el 2009, 1 era un taller de reparació d'automòbils i de material agrícola, 2 paletes, 3 fusteries, 2 lampisteries, 3 perruqueries i 3 restaurants.
Dels 2 establiments comercials que hi havia el 2009, 1 era una botiga de roba i 1 una floristeria.
L'any 2000 a Fontaine-Guérin hi havia 25 explotacions agrícoles que ocupaven un total de 1.239 hectàrees.

## Equipaments sanitaris i escolars
El 2009 hi havia una escola elemental.

## Poblacions més properes
El següent diagrama mostra les poblacions més properes.